# Samsung
Samsung Group (zapis stylizowany: SΛMSUNG; kor. 삼성 Samseong – „trzy gwiazdy”) – jedno z największych południowokoreańskich przedsiębiorstw (czeboli) zrzeszające przedsiębiorstwa produkcyjne i usługowe działające w wielu branżach, oraz instytucje finansowe. Założone zostało w 1938 r. przez Lee Byung-chula jako firma eksportowa, wkrótce rozszerzyła swą działalność także na inne dziedziny. W ciągu trzech następnych dekad grupa rozszerzyła swoją działalność w różnych dziedzinach, w tym o przetwórstwo rolno-spożywcze, tekstylia, ubezpieczenia, papiery wartościowe i sprzedaż detaliczną. Samsung weszła w przemysł elektroniczny w latach 60. XX wieku, w przemysł budowlany i stoczniowy w połowie lat 70. XX wieku. Po śmierci Lee w 1987, Samsung został podzielony na cztery grupy biznesowe – grupy Samsung, Shinsegae, CJ Group oraz Hansol.
Grupa Samsung, będąca dawniej konglomeratem (czebolem), zatrudnia na całym świecie pracowników w przemyśle samochodowym, elektronicznym, chemicznym, lotniczym, stoczniowym, w handlu, hotelarstwie, parkach rozrywki, przy projektowaniu i budowie wysokościowców oraz w przemyśle tekstylnym i spożywczym. Po azjatyckim kryzysie finansowym, oddziały przedsiębiorstwa Samsung, zajmujące się poszczególnymi sektorami rynku, są osobnymi spółkami, podlegającymi Grupie Samsung. Działalność przedsiębiorstwa w Korei jest zlokalizowana głównie w mieście Suwŏn, zwanym potocznie miastem Samsunga.
Samsung Electronics, największy podmiot Grupy Samsung, jest jednym z największych przedsiębiorstw elektronicznych na świecie. Zostało założone w 1969 w mieście Daegu. Obrót przedsiębiorstwa w 2003 osiągnął 101,7 miliarda dolarów. Samsung Electronics znajduje się na liście 10 najlepszych marek świata. Przychody Samsunga w 2019 r. wyniosły 305 miliardów dolarów, w 2020 r. ponad 107 miliardów dolarów, a w 2021 r. 236 miliardów.

## Historia

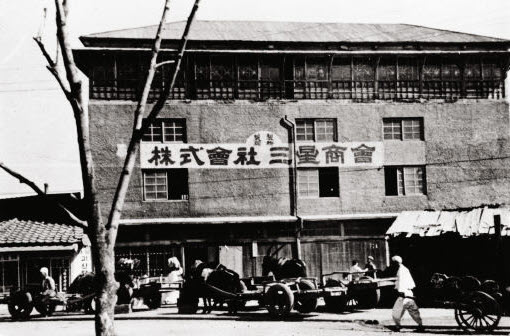
Siedziba przedsiębiorstwa w miejscowości Daegu w latach 30.

### 1950–1989
- 1953: Samsung rozpoczyna produkcję cukru (CheilJedang; obecnie zakończona).
- 1958: Samsung rozpoczyna sprzedaż polis ubezpieczeniowych.
- 1965: otwarcie domu towarowego w Kwanjou.
- 1965: Samsung zakłada dziennik Joong-ang Ilbo. Obecnie gazeta ta nie jest zrzeszona z Grupą Samsung.
- 1969: założenie Samsung Electronics.
- 1974: założenie Samsung Petrochemical and Heavy Industries.
- 1976: Samsung został nagrodzony za zasługi w dziedzinie eksportu w ramach narodowego programu rozwoju Korei Południowej.
- 1977: założenie Samsung Construction i Samsung Shipbuilding jako rezultat otrzymanych nagród za eksport.
- 1982: Samsung zakłada profesjonalną drużynę baseballową.
- 1983: Samsung wyprodukował swój pierwszy układ pamięci elektronicznej DRAM.

### Po 1990

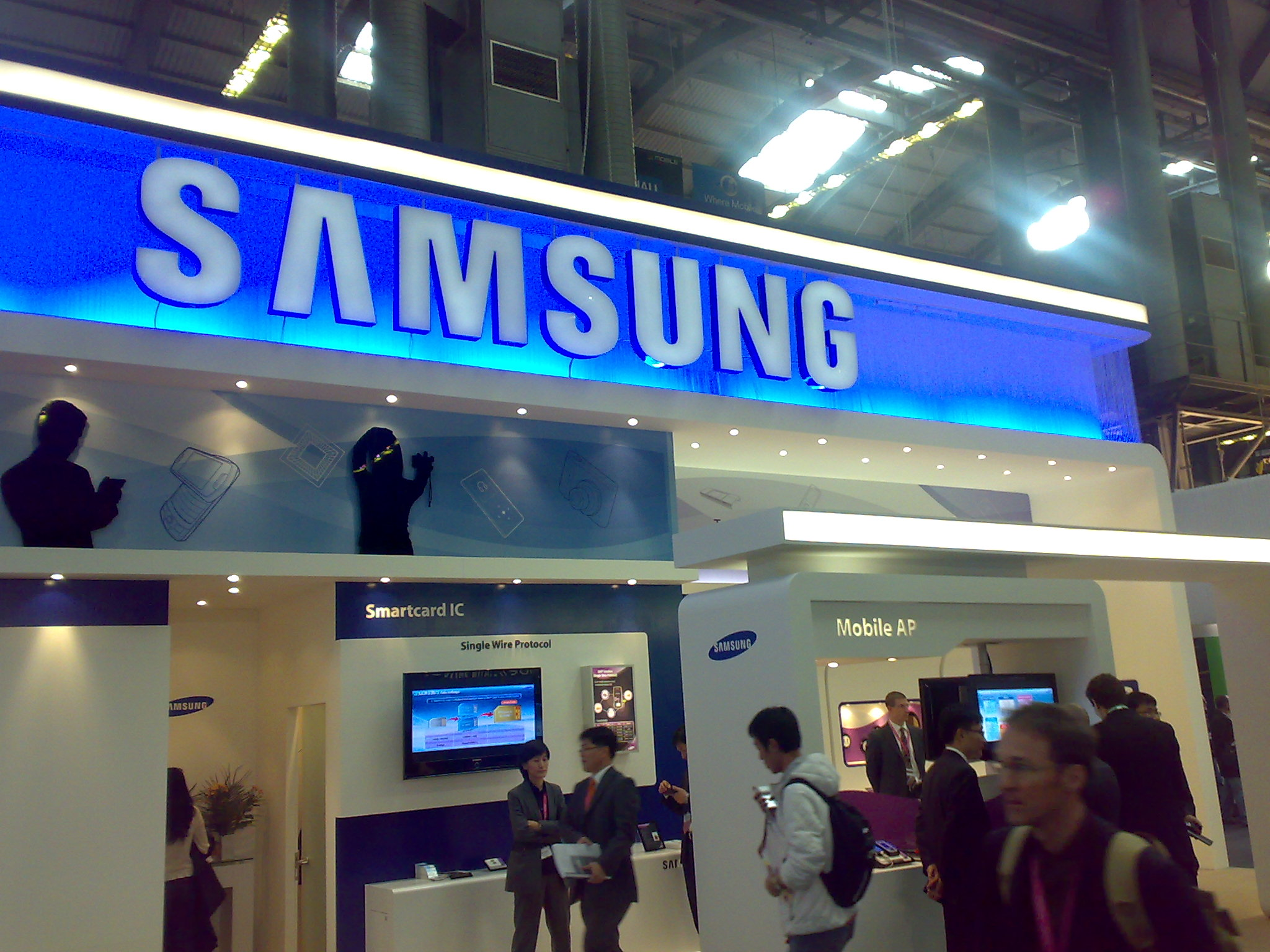
Stoisko wystawiennicze przedsiębiorstwa w 2008 r.

W latach 90. XX wieku Samsung stał się korporacją międzynarodową i liderem w produkcji podzespołów elektronicznych. We wrześniu 1993 roku Samsung Construction dostał zlecenie na budowę jednej z dwóch wież Petronas Towers w stolicy Malezji Kuala Lumpur, a w 2004 na budowę największej budowli zbudowanej przez człowieka, wieży Burdż Dubaj w Dubaju (otwartej jako Burdż Chalifa).
Azjatycki kryzys finansowy w latach 1997–1998 nie zaszkodził firmie Samsung w znaczącym stopniu w przeciwieństwie do innych przedsiębiorstw koreańskich, ale będąca częścią Grupy Samsung firma Samsung Motor Co, musiała zostać sprzedana za 5 miliardów dolarów koncernowi Renault. Z kolei Samsung Electronics zaczął rozwijać się bardzo dynamicznie stając się liderem Grupy Samsung, oraz producentów półprzewodników, pokonując światowego lidera w tej dziedzinie, amerykańską firmę Intel.
Samsung Electronics stał się silnym konkurentem dla przedsiębiorstw japońskich, tajwańskich i amerykańskich przedsiębiorstw z Doliny Krzemowej, rozwijając produkcję głównie układów pamięci DRAM, pamięci flash, lodówek i odtwarzaczy DVD, stawiając sobie za cel podwojenie sprzedaży i osiągnięcie pozycji globalnego lidera w produkcji 20 produktów z tej grupy do 2010 roku. Samsung Electronics jest jednym z głównych producentów ekranów LCD i nowoczesnych telefonów komórkowych.
Ze względu na szerokie spektrum działalności firmy, budzi ona duże kontrowersje w sprawach naruszenia praw patentowych, np. z firmą Fujitsu o pierwszeństwo w opracowaniu technologii wyświetlaczy LCD.

## Przedsiębiorstwa Grupy Samsung

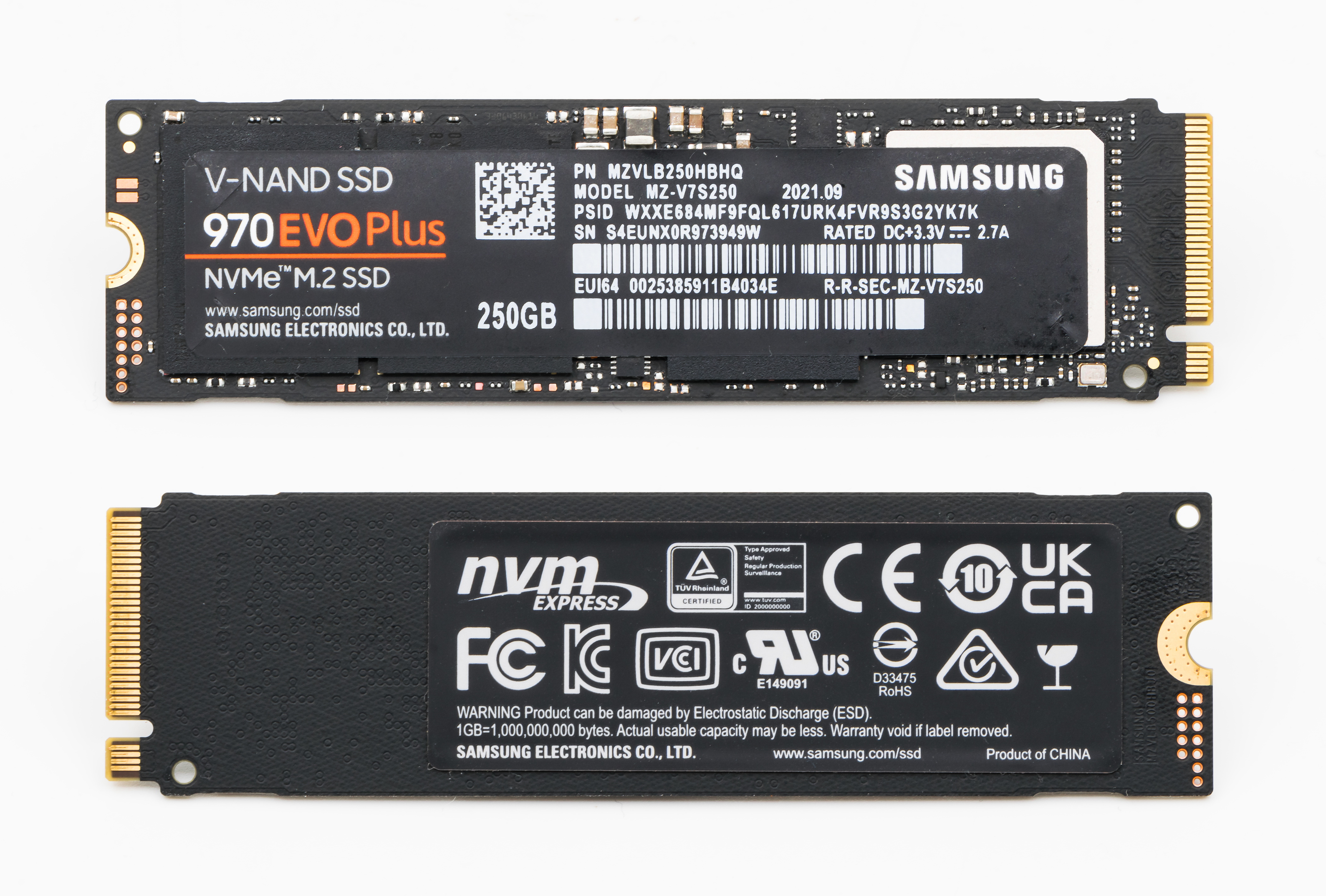
Dysk NVMe firmy Samsung

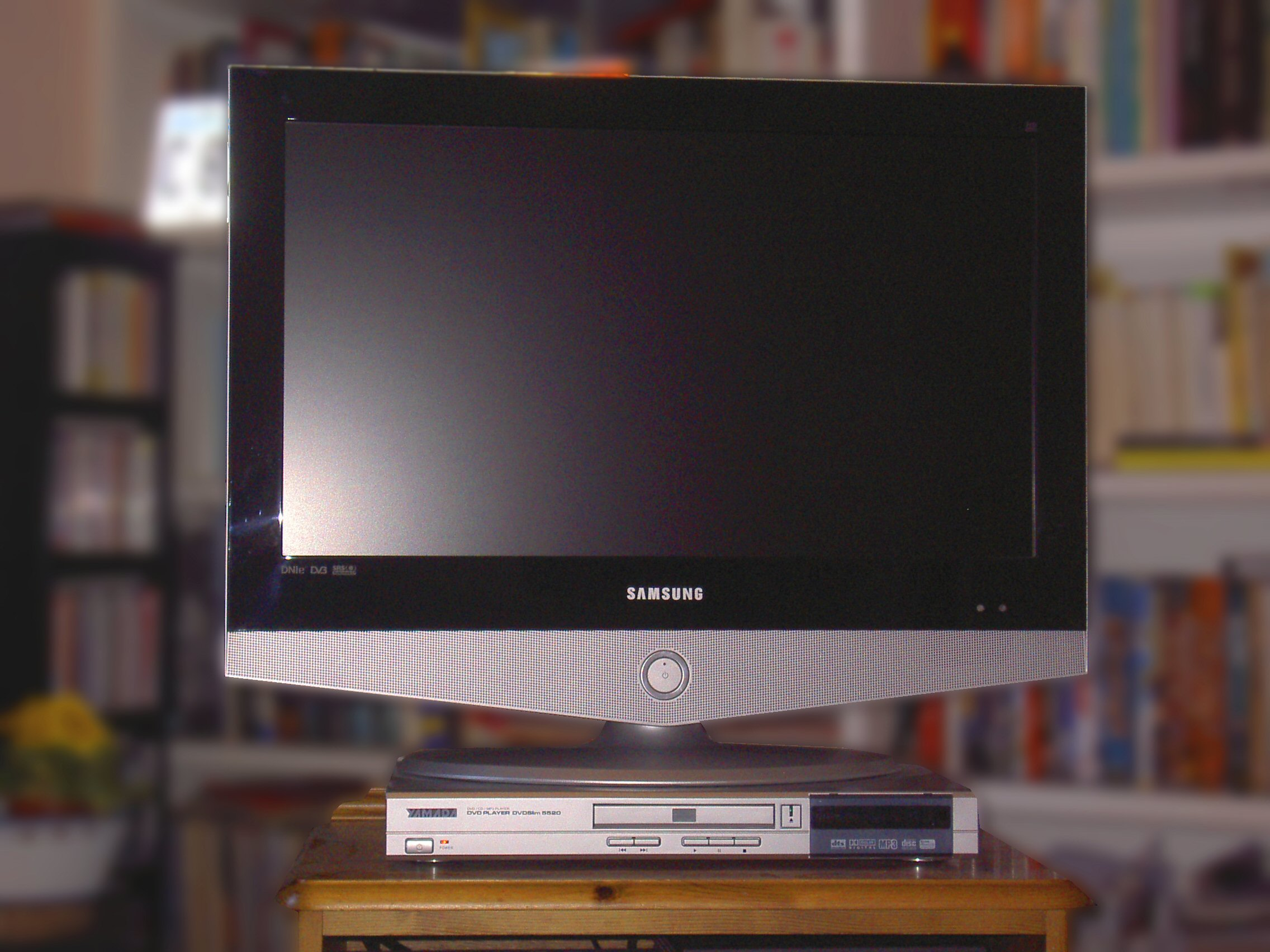
Telewizor firmy Samsung

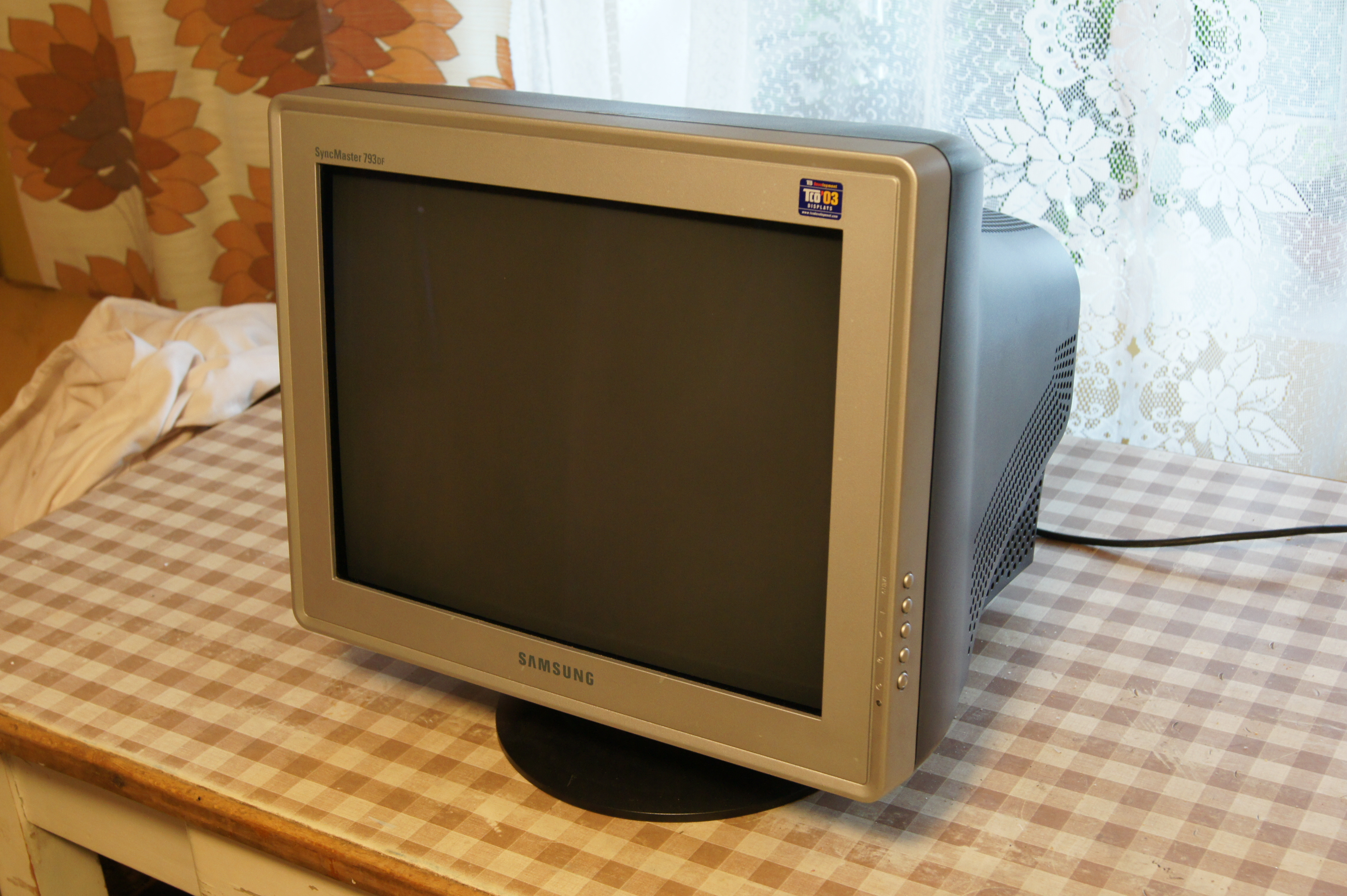
Monitor CRT firmy Samsung

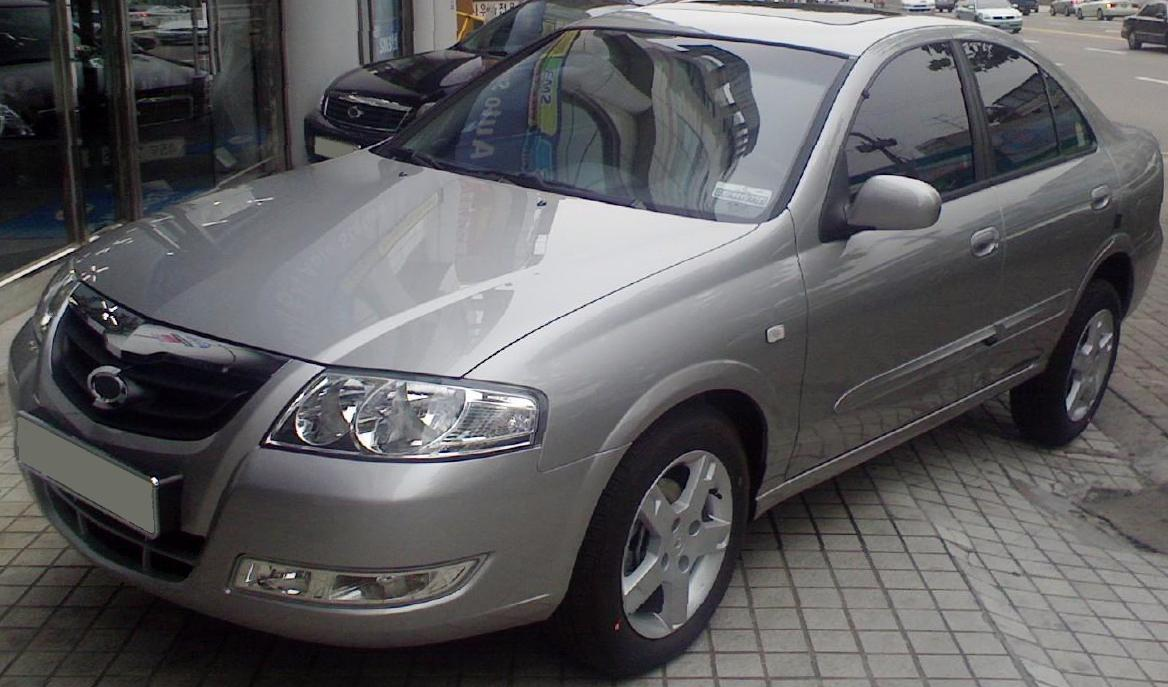
Samochód Samsung SM3

### Przemysł elektroniczny
- Samsung Electronics
- Samsung Electro-Mechanics(inne języki)
- Samsung SDI(inne języki)
- Samsung Corning
- Samsung SDS(inne języki)
- Samsung Networks
- Samsung Corning Precision Glass

### Przemysł ciężki i maszynowy
- Samsung Heavy Industries(inne języki)
- Samsung Techwin

### Przemysł samochodowy
- Renault Korea Motors

### Przemysł chemiczny
- Samsung Total Petrochemicals
- Samsung Petrochemicals
- Samsung BP Chemicals
- Samsung Fine Chemicals(inne języki)
- Cheil Industries(inne języki)

### Instytucje finansowe
- Samsung Life Insurance(inne języki)
- Samsung Fire & Marine Insurance(inne języki)
- Samsung Card(inne języki)
- Samsung Securities(inne języki)
- Samsung Capital(inne języki)
- Samsung Investment Trust Management
- Samsung Venture Investment
- Samsung Corporation

### Przedsiębiorstwa inżynieryjne i budowlane
- Samsung Constructions

### Przemysł rozrywkowy
- Samsung Everland
- Samsung Lions

## Sponsoring
- Samsung jest właścicielem Suwon Samsung Bluewings, drużyny piłkarskiej z Korei Południowej.
- Firma podpisała pięcioletnią umowę sponsorską z klubem Chelsea F.C., wartą 50 mln funtów. Jest to dotychczas druga co do wielkości umowa tego typu w historii angielskiego futbolu.
- Firma sponsoruje drużynę rugby – Sydney Roosters(inne języki), grającą w australijskiej lidze National Rugby League.
- Firma sponsoruje klub Corinthians São Paulo, grający w brazylijskiej pierwszej lidze.
- Firma jest sponsorem Officer Motorsports, drużyny rajdowej startującej w mistrzostwach Brazilian Stock Car.
- Samsung jest oficjalnym partnerem 2007 Pan American Games w Rio de Janeiro.
- Samsung jest sponsorem pucharu NASCAR NEXTEL Cup na trasie Texas Motor Speedway(inne języki).
- Samsung jest sponsorem Show Jumping's Nations Cup Super League od roku 1996.
- Samsung jest światowym sponsorem igrzysk olimpijskich od roku 1997.
- Samsung jest głównym sponsorem Suzuki w British Superbike (wyścigi motocyklowe).
- Firma sponsoruje Samsung Masters (golf) oraz Samsung 10K (biegi).
- Samsung Electronics Polska jest sponsorem lekkoatletycznej grupy Samsung Team, do której należy m.in. Anna Rogowska.
- Samsung Electronics Polska jest sponsorem i organizatorem Samsung Athletic Cup – cyklu zawodów lekkoatletycznych dla młodzieży.
- Samsung jest sponsorem tytularnym najwyższej klasy rozgrywkowej hokeja na lodzie na Łotwie – Samsung Premjerliga (od 2006).
- Samsung jest sponsorem strategicznym Szamotuły Samsung Półmaraton – imprezy biegowej organizowanej corocznie od 2011 r. w Szamotułach[6].
- Do 2010 Samsung był sponsorem sędziów w rozgrywkach Polskiej Ligi Hokejowej[7].
- Samsung jest sponsorem Samsung KHAN, profesjonalnej drużyny e-sportowej.